# Хлорид гафния(I)
Хлорид гафния(I) — неорганическое соединение, 
соль гафния и соляной кислоты с формулой HfCl,
чёрные кристаллы.

## Получение
- Длительное нагревание гафния с хлоридом гафния(IV):

{\displaystyle {\mathsf {3Hf+HfCl_{4}\ {\xrightarrow {650^{o}C}}\ 4HfCl}}}

## Физические свойства
Хлорид гафния(I) образует чёрные, пластинчатые, с металлическим блеском кристаллы
тригональной сингонии,
пространственная группа R 3m,
параметры ячейки a = 0,9095 нм, α = 21,4°.
Проводит электрический ток.

## Химические свойства
- Реагирует с кислотами:

{\displaystyle {\mathsf {2HfCl+2HCl+2H_{2}O\ {\xrightarrow {}}\ 2HfOCl_{2}+3H_{2}\uparrow }}}